# André Thérive
André Thérive, de son vrai nom Roger Puthoste, né le 19 juin 1891 à Limoges, mort le 4 juin 1967 à Paris, est un écrivain, romancier, journaliste et critique littéraire français. Initiateur, aux côtés de Léon Lemonnier, du courant littéraire populiste, il est connu sous d’autres pseudonymes : Candidus d’Isaurie, Candidus Isaurie, Zadoc Monteil, Romain Motier, A.T..

## Origines et jeunesse
Roger Puthoste/André Thérive est issu d'une famille de Maizey, dans la Meuse. Fils d'un propriétaire de Maizey, son arrière-grand-père Jean-Martin Puthoste y naît en 1766 et fait une carrière d'officier d'infanterie qu'il termine comme capitaine et chevalier de la Légion d'honneur en 1804. Marié avec Marianne Victoire Comte, ils sont les parents d'Antoine Puthoste né le 30 décembre 1802 à Tours (Indre-et-Loire), grand-père de l'écrivain. Lui aussi fait une carrière militaire qu'il termine comme officier de place. Le lieutenant Antoine Puthoste est fait chevalier de la Légion d'honneur en 1857. Il meurt en 1862. De son mariage avec Marie Cécile Bérard il est notamment le père de Georges Puthoste (1844-1905), sous-directeur des colonies, commissaire du gouvernement pour les Nouvelles-Hébrides, chevalier de la Légion d'honneur ; et de Ferdinand Puthoste, né en 1846 à Maizey et mort en 1916. C'est lui qui est le père de l'écrivain. Il fait aussi une carrière militaire qu'il termine comme vétérinaire principal de 2e classe et officier de la Légion d’honneur. Il épouse Madeleine Laugelot dont il a Roger Jean Puthoste, connu sous le pseudonyme littéraire d'André Thérive.
Roger Puthoste fait des études au collège Stanislas, au lycée Louis-le-Grand et à la faculté des lettres de Paris, où il obtient l'agrégation des lettres en 1913. Sous les drapeaux lorsque la guerre de 1914 éclate, il est blessé à Ville-sur-Cousances, le 6 septembre 1914. Évacué 53 jours, de retour au front il prend part le 14 décembre 1914 à la malheureuse tentative de la prise des Jumelles d'Ornes et participe au combat de Marchéville le 12 avril 1915. Une nouvelle fois blessé, il est évacué pendant 47 jours. Il est nommé caporal (9 mars), puis sergent-fourrier (2 décembre 1915) enfin  sergent-major (17 janvier 1917) dans une compagnie de mitrailleuses. Son courage lui vaudra d’être décoré de la Croix de guerre et de la Médaille militaire.

## L'homme de lettres
Après la grande guerre Thérive enseigne au collège Stanislas, publie L’Expatrié commencé pendant la guerre et obtient le Prix Balzac en 1924 et une bourse Blumenthal en 1926. Dès lors il devient critique littéraire à la Revue critique des idées et des livres et à L’Opinion et collabore au Nouveau Siècle. Entre 1929 et 1942 il succède à Paul Souday comme critique littéraire au journal Le Temps. De 1937 à 1942 il succède à Jean Vignaud comme président de l’Association de la critique littéraire. Proche des Croix de feu (il collabore à l’organe du mouvement), il fonde avec Léon Lemonnier l’école dite « populiste » qu’il définit comme un retour du roman « à la peinture de classe, à l’étude des problèmes sociaux. »
Bien que son caractère indépendant le porte à se tenir éloigné de tout militantisme politique durant l'Occupation, en octobre 1942 il participe à la semaine du livre de Weimar, ce qui lui vaut à la Libération une arrestation et d’être frappé d’interdit par le Comité national des écrivains. Le 1er avril 1942, un décret du gouvernement de Vichy avait aussi créé une Commission de contrôle du papier d’édition, « chargée de répartir entre les éditeurs le papier » devenu rare. Parmi la quarantaine de lecteurs accrédités figurent Brice Parain, Dionys Mascolo, André Thérive, Louis de Broglie, Paul Morand, Ramon Fernandez, de bords politiques souvent opposés. La secrétaire de la commission n’est autre que Marguerite Antelme, connue par la suite sous le nom de Marguerite Duras. »
Après la Seconde Guerre mondiale, il publie (1948) ses réflexions au jour le jour dans un petit livre intitulé « L’Envers du décor, 1940-1944 » (éditions  de la Clé d'or) et collabore comme critique littéraire à de nombreux journaux : La Revue des deux mondes, Rivarol, Paroles françaises, Carrefour, etc. Vice-président de l’Union des intellectuels indépendants, cet écrivain, essayiste, chroniqueur, critique dont l’œuvre est imposante et variée, meurt à Paris, à quelques jours de son 77e anniversaire.
André Thérive est fait chevalier de la Légion d’honneur en 1931, comme « homme de lettres ». C'est l'éditeur Bernard Grasset, qui a publié la plupart de ses œuvres et dont il est un des auteurs phares, qui procède à la réception dans l'ordre. Et lorsqu'il est promu officier de la Légion d'honneur en 1938, c'est son ami écrivain Jacques Boulenger qui lui remet cette décoration. Il est aussi chevalier de l’Ordre de Léopold de Belgique et officier de Polonia Restituta.
Ginette Guitard-Auviste décrit Thérive comme ayant « le visage pointu, vif comme une mangouste, sec, la voix fusant, coupantes et ironique, la bouche petite, un peu pincée, la répartie toujours prête et percutante, Thérive c’est la sagacité faite homme ». Elle précise que « réservé devant l’œuvre du romancier, Chardonne, toujours, sera émerveillé par le critique ″savant comme un monstre, intelligent à vous faire honte″. Cet indépendant foncier est bien fait pour s’entendre avec l’anticonformiste Jacques Chardonne. Lorsque, sans autre raison que celle d’avoir exercé, dans Le Temps, sous l’Occupation, une critique littéraire sans complaisance pour personne et fait, avec d’autres artistes, le second voyage à Weimar organisé par l’occupant, Thérive aura été ″épuré″, Chardonne entrera en révolte.  Elle dure encore bien des années après, puisqu’il écrit à Michel Déon : « Thérive est la grande victime de l’épuration (parmi les vivants). Peut-être la seule. On n’a rien à lui reprocher pendant l’Occupation. Il se comporte en anarchiste, criant contre Vichy, contre l’occupant, contre tout ; mais après il a fait peur. Il ne faut jamais faire peur… On peut tuer son ennemi, mais il ne faut pas lui faire peur »,.

## L'œuvre
André Thérive est critique littéraire au quotidien Le Temps et il collabore à la Revue critique des idées et des livres fondée en 1908 par Jean Rivain et Eugène Marsan. En 1930, il fonde avec Léon Lemonnier le Prix du roman populiste. Il laisse une œuvre abondante composée de romans, de biographies d'écrivains, d'essais portant sur la littérature et la linguistique et de traductions. Ses analyses de l'histoire de la langue française feraient preuve, selon un analyste récent, d'une conception puriste et conservatrice.
Cet écrivain a suffisamment marqué le siècle pour qu'on le trouve cité dans beaucoup d'ouvrages sur la littérature du XXe siècle, et dans des mémoires aussi, car il fréquenta le monde des lettres françaises pendant un demi-siècle. Ainsi, par exemple, figure-t-il parmi les auteurs retenus par Pierre de Boisdeffre dans ses histoires de la littérature française du XXe siècle.
Le critique Gonzague Truc établit une analyse plus complète de l'œuvre d'André Thérive, la comparant même à celle de François Mauriac : 
« Ce n’est point au hasard ou par caprice que nous rapprochons du nom de François Mauriac celui d’André Thérive. Si différents, si opposés même et si peu conciliables ou réconciliables que paraissent ces deux esprits, ils ont en commun une conception pessimiste du monde plus localisée ou tempérée chez l’un, plus universelle ou absolue chez l’autre – entendez chez le premier – qui les range, bien malgré eux, dans une étrange parenté. Et ceci est capital.
[…] Mobilisé de 1914 à 1918, il tirait de ses campagnes, en 1930, sous ce titre bref et splendide de Noir et or, le moins connu et le meilleur des livres de guerre, sans excepter Le Feu de Barbusse ou Les Croix de bois de Dorgelès. Et rentré dans le civil, il appartint entièrement à la littérature.
La variété de son œuvre répond à celle de son intelligence et à cette autre universalité de sa culture. Se rappelant sa formation, il écrivait en 1925 dans Le retour d’Amazan une histoire humoristique de la littérature et […] en 1954 une Brève histoire de la langue française où l’état de la langue n’était pas apprécié avec plus d’optimisme que celui des idées ou des mœurs publiques. Critique littéraire, André Thérive brilla au Temps jusqu’à la fin tragique de cet organe en 1942. Il donna de nombreux recueils dans ce même ordre de la critique ou de l’histoire.
Avec André Thérive disparaît jusqu’à la moindre trace de cette très lointaine et pâle lueur céleste que nous voyons parfois encore percer dans les ténèbres mauriaciennes. Toutefois une exception bien singulière se voit dans ce dernier roman du genre : Comme un Voleur paru en 1947 et conforme à son titre évangélique. Il arrive, en effet, que la grâce agisse ainsi soudaine et subreptice. Celui qu’elle touche ou plutôt effleure ici, était loin de s’y attendre et ne se rend guère compte de ce qui lui arrive en des circonstances d’ailleurs assez bizarres. Notre surprise n’est pas moindre et nous nous demandons ce qui a pu se passer dans l’esprit de ce créateur qui jusque-là se faisait une aussi mauvaise idée de la création.
Hâtons-nous de dire, maintenant, que ces romans, en plus et en dehors de leur portée morale ou religieuse, ont une valeur psychologique ou documentaire et sont des œuvres d’art, d’un art tout personnel et singulièrement raffiné ? Ils sont des portraits d’âmes, si les âmes ne sont pas belles ou s’il n’y a plus d’âmes, et l’image d’un temps qui n’est pas beau. Quant au style, un style à la fois aisé, court et solide, on y goûte avec une langue impeccable, une allure entraînante, un perpétuel renouvellement de la pensée, même si on s’essouffle parfois un peu d’être mené à ce train. De plus des traits çà et là brefs encore et en profondeur : dans Sans âme, par exemple, et à propos d’un brave homme qu’on enterre par une chaude journée : "Qu’il était affreux que l’affreux de sa disparition parût ce matin-là conforme à l’ordre des choses."
Tout cela fait d’André Thérive un des plus curieux écrivains de son époque. Ce qui le caractérise d’abord, c’est le brillant de l’intelligence. Il a de l’esprit, beaucoup d’esprit, et il n’a pas seulement de l’esprit. Il n’y a dans son pessimisme outré ni amertume ni tristesse, et on dirait qu’il s’en réjouit ou s’en amuse. Il semble savoir gré au monde d’être aussi laid qu’il le fait. Il le voit de haut, si bas qu’il le mette, et en philosophie. Son analyse cependant s’applique aux collectivités comme aux particuliers et y prend une note plus impitoyable. S’il a une compassion fraternelle pour des misérables qui partagent avec lui le pain amer de la terre, il considère avec moins d’indulgence les peuples ou les corps constitués. Sa disposition naturelle et sa formation classique l’empêchent de donner dans les folies ou les facéties à la mode de l’art ou de l’écriture, et peut-être aussi de rendre assez strictement justice à des talents authentiques. Il allait jusqu’à publier en 1938 un roman satirique ; La Fin des haricots, où il arrangeait son temps à sa manière, c’est-à-dire fort mal ; en 1955, un autre, Les voix du sang, plus sérieux, mais où il apparaissait que ces voix du sang sont tout autant illusoires que l’idée de race dont elles sortent.
L’œuvre d’André Thérive prend ainsi une variété qui l’étend à toute matière. Elle reste toutefois fidèle à son principe qui est l’horreur de vivre, cette horreur de vivre que l’admirateur de Huysmans saluait dans son modèle et que lui-même professe avec une sorte d’allégresse sinon de sadisme. Aussi s’étonnerait-on que cette sorte de littérature qui dépasse le pessimisme pour atteindre le nihilisme ne fût pas lugubre si on ne savait que, par le désespoir même, elle touche à une certaine espérance. Et c’est ainsi que, par un détour, d’ailleurs périlleux, le baïanisme de Thérive et le jansénisme de Mauriac nous ramènent au simple christianisme. »

## Œuvres
Romans et nouvelles
- L'expatrié, éd. de la Sirène, 1921
- Le voyage de M. Renan, Grasset (coll. Le roman), 1922
- Le plus grand péché, Grasset (coll. Les cahiers verts), 1924 ; Grand Prix Balzac 1924
- La revanche, Grasset, 1925
- Les souffrances perdues, Grasset, 1926
- Sans âme, Grasset (coll. « Les écrits »), 1928 (les pérégrinations et les amours de Julien à Paris en 1934 ; description des milieux spiritualistes (antoinisme, occultisme) et du music-hall)
- Le charbon ardent, Grasset (coll. Les cahiers verts), 1929
- Noir et or, Grasset (coll. Pour mon plaisir), 1930 (nouvelles sur la guerre de 14-18)
- Anna, Grasset (coll. Pour mon plaisir), 1932
- Le troupeau galeux, chronique véritable d'Antoinette Bourignon, Grasset, 1934
- Fils du jour, Grasset (coll. Pour mon plaisir), 1936
- Cœurs d'occasion, Gallimard, 1937
- La fin des haricots, Grasset, 1938
- Tendre Paris, éd. du Pavois, 1944
- Comme un voleur, À l'enseigne du cheval ailé, 1947
- Les voix du sang, Grasset, 1955
- L'homme fidèle, Grasset, 1963
- Le baron de paille, Gallimard, 1965 (BNF 33191292).

Critique et divers
- Poèmes d'Aminte (odes et élégies), Garnier frères, 1922
- Le français, langue morte ?, Plon, 1923
- Les soirées du grammaire club [avec Jacques Boulenger], Plon, 1924
- J.-K. Huysmans, son œuvre, La Nouvelle Revue Critique, 1924
- Le retour d'Amazan ou une histoire de la littérature française, E. Chamontin, 1925
- Les portes de l'enfer, Bloud et Gay, 1925
- Opinions littéraires, Bloud et Gay, 1925
- Georges Duhamel ou l'intelligence du cœur, Rasmussen, 1925
- Essai sur Abel Hermant, Le livre, 1926
- Du siècle romantique, La Nouvelle Revue Critique, 1927
- Le Limousin pittoresque, illustr. de Pierre Lissac, Émile-Paul frères, 1929
- Le Parnasse, Les œuvres représentatives, 1929
- Blason de la Pologne, Émile-Paul Frères, 1929
- Kisling, Émile-Paul Frères, 1929
- Supplément aux caractères ou mœurs de ce siècle de La Bruyère, éd. du Trianon, 1930
- Lettres parisiennes sur les divertissements et l'amour, G. Crès, 1930
- Frères d'armes, Les étincelles (premier vol. de la coll. Témoignage de combattants français), 1930
- Galerie de ce temps, La Nouvelle Revue Critique, 1931
- Discours prononcé à l'Académie Française par M. le Vicomte Henri de Bornier pour la réception de M. Émile Zola et recueilli par…, éd. du Trianon, 1930
- Chantiers d'Europe, éd. Excelcior, 1933
- Feu Minouchet, L'Image, N°56, 7 avril 1933, p. 19 [lire en ligne]
- Anthologie non classique des anciens poètes grecs, R.-A. Corrêa, 1934
- L'avenir de la science [avec Louis de Broglie, Raymond Charmet, Pierre Devaux, Daniel Rops, le R.P. Antonin-Dalmace Sertillanges], Plon (coll. Présences), 1941
- Moralistes de ce temps, Amiot-Dumont, 1948
- L'Envers du décor, 1940-1944, éd. de la Clé d'or, 1948 (notes sur la période)
- Essai sur les trahisons, Calmann-Lévy, 1951 (préface de Raymond Aron)
- Clotilde de Vaux ou La déesse morte, Albin Michel, 1957. Femme qui inspira à Auguste Comte la « Religion de l'Humanité ». Si le positivisme n'était que la doctrine d'une secte philosophique, nous n'aurions, en effet, que peu de goût à le choisir ici pour propos. Mais c'est un roman, très véritable, qui donna chair et sang à ce système, et qui en fit une religion. p. 12
- Christianisme et lettres modernes (1715 - 1880), Arthème Fayard (coll. "Je sais - je crois"), 1958
- Moralistes de ce temps, Amiot-Dumont éd., 1958 (études sur des auteurs tels que Maurice Maeterlinck, Julien Benda, Louis Lavelle, Henry de Montherlant, André Gide, Louis Dimier, Georges Bernanos)
- Entours de la foi, Grasset, 1966.

Études de la langue
- Querelles de langage, Stock, 1929
- Libre histoire de la langue française, Stock, 1954
- Procès de langage, Stock, 1962.

Participation à des hommages
- Hommage à Eugène Dabit, Gallimard, 1939
- Hommage à René Benjamin, éd. Lanauve de Tartas, 1949.

## Décorations
- Officier de la Légion d'honneur
- Médaille militaire
- Croix de guerre 1914-1918
- Croix du combattant
- Officier de l'ordre de Léopold
- Insigne des blessés militaires
- Médaille commémorative de la guerre 1914-1918

## Distinction
- Prix littéraire de la Fondation américaine pour la pensée et l'art français 1920[18].